# Muntanya Scopus

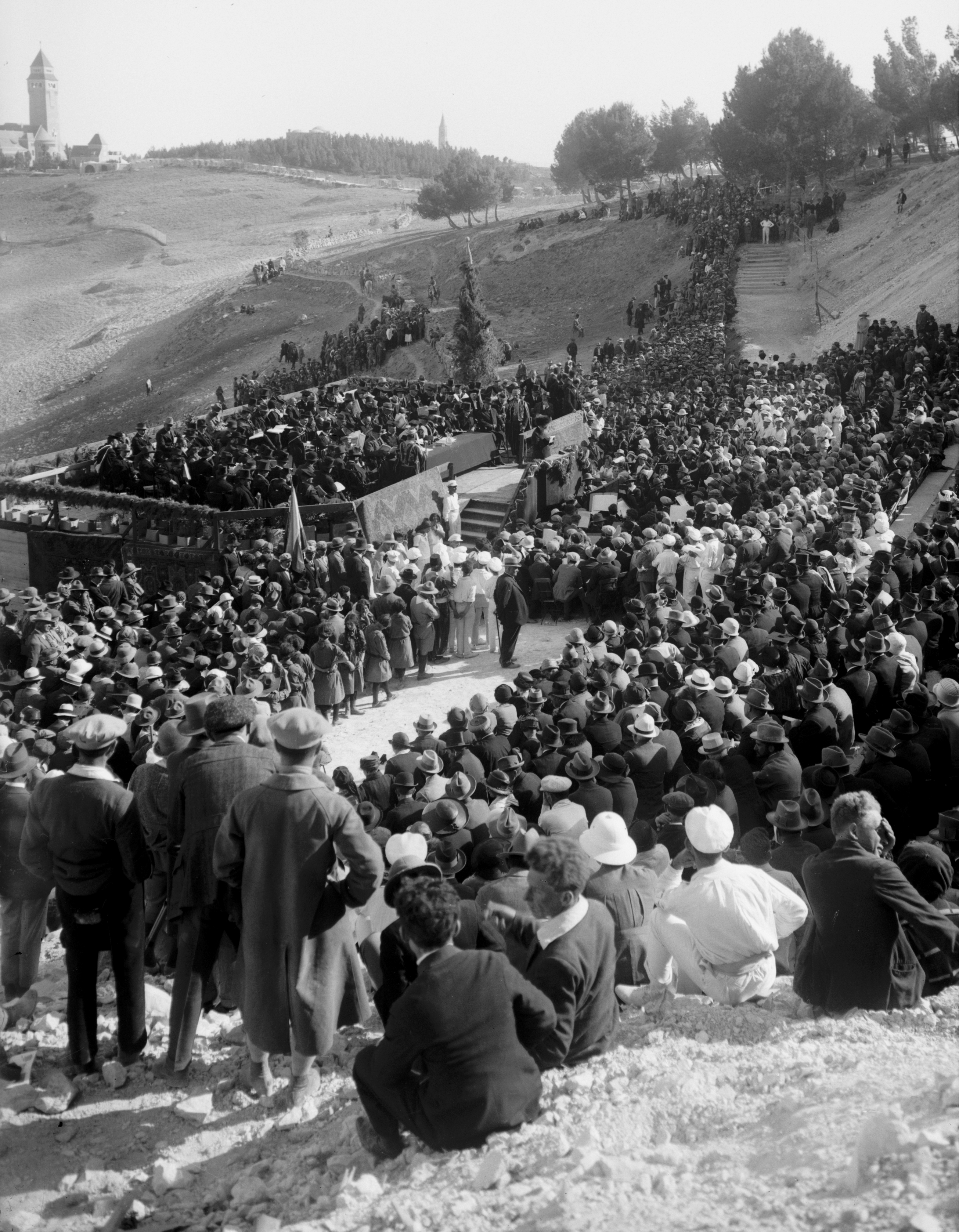
Cerimònia d'inauguració de la Universitat Hebrea de Jerusalem, any 1925

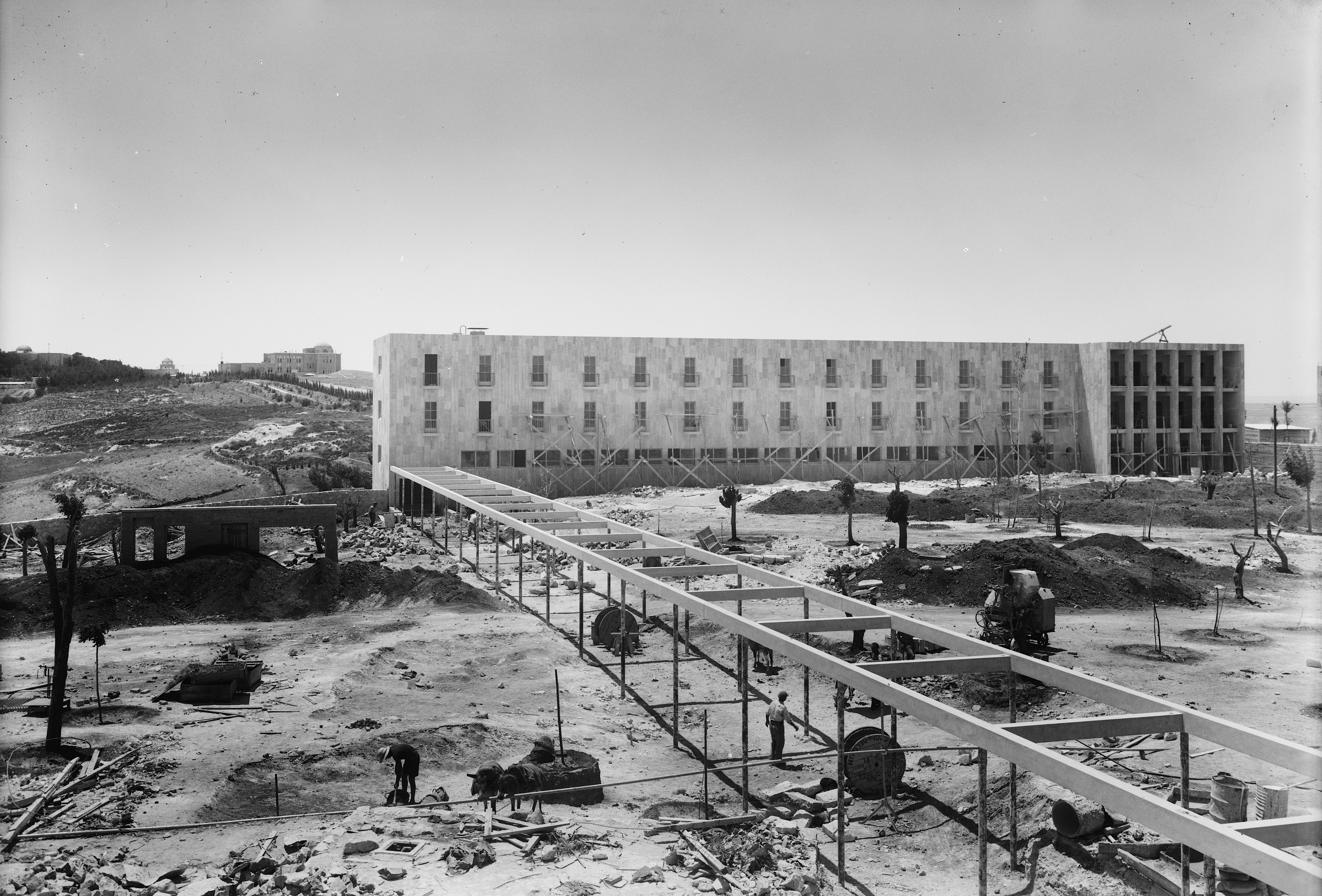
Centre Mèdic Hadassah - 1934

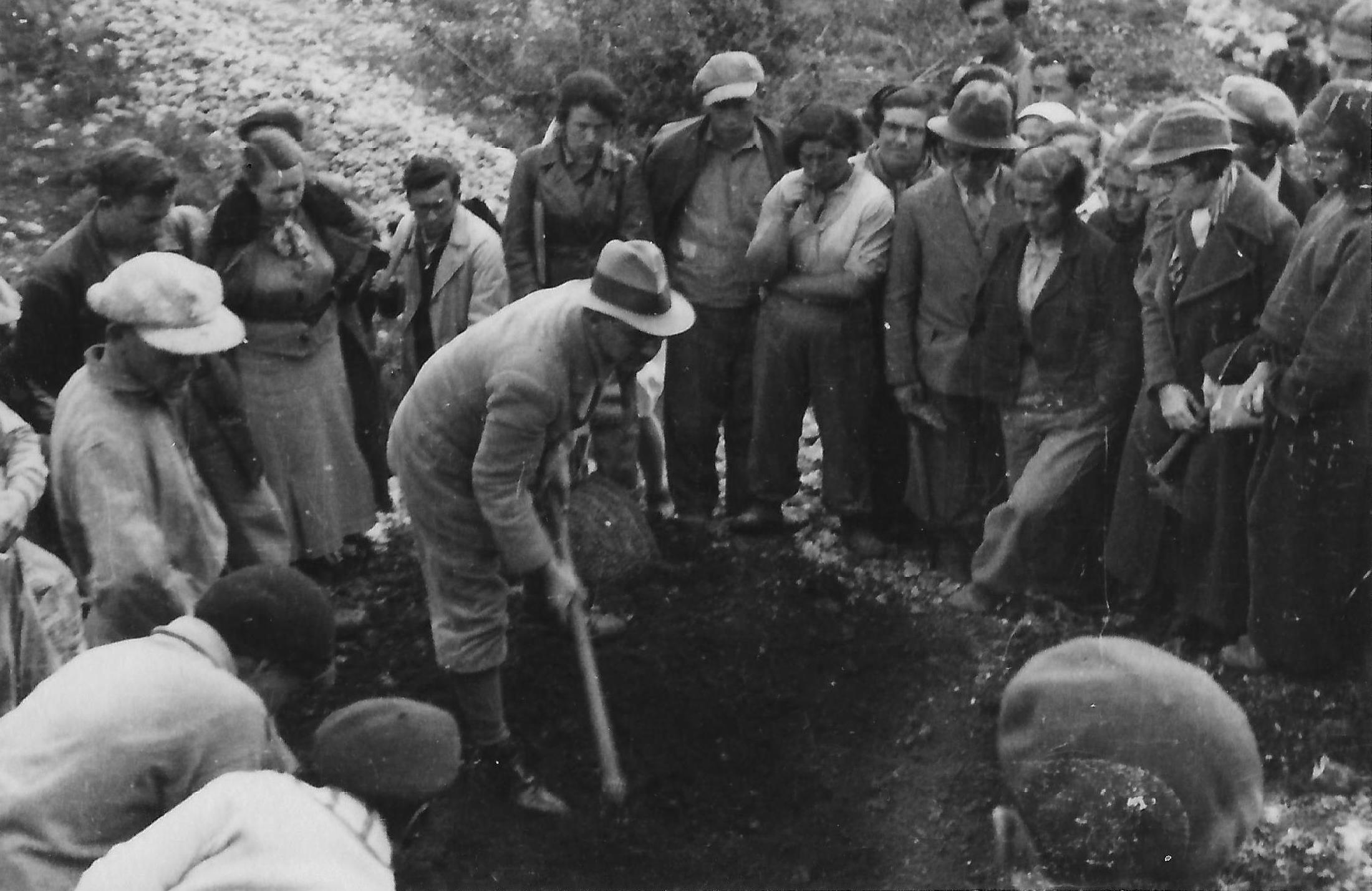
el Botànic Alexander Eig, va establir el Jardí Botànic Nacional d'Israel - 1931

La muntanya Scopus (àrab: جبل المشارف, jabal al-Maxārif, ‘muntanya dels Miradors/de les Altures’, جبل المشهد, jabal al-Maxhad, ‘muntanya de la Vista/del Santuari’ o جبل الصوانة, jabal aṣ-Ṣawwāna, ‘muntanya del Pedrenyal’; hebreu: הר הצופים, Har HaTzofim‎) és una muntanya situada al nord-est de Jerusalem.
Diferentment a Jerusalem Est, la muntanya Scopus va ser capturada per Israel durant la guerra d'Independència d'Israel de 1948, i va ser enclavament d'Israel dins de territori jordà durant el període que va administrar aquest Estat a la Cisjordània palestina entre 1948 i 1967, quan va ser finalment conquerida militarment per Israel i annexionada administrativament a un municipi d'un Jerusalem que va canviar el seu perímetre per decisió israeliana i no acceptada internacionalment. La sobirania israeliana sobre la muntanya Scorpus és internacionalment reconeguda.

## Història

### Antiguitat
Amb vistes a la ciutat de Jerusalem, la muntanya Scopus ha estat d'importància estratègica com a base des de la qual atacar la ciutat des de l'antiguitat. La 12a legió romana va acampar allà l'any 66 dC Un cop més l'any 70 dC la muntanya Scopus es va utilitzar com a base per dur a terme un setge de la ciutat per part de les legions 12a, 15a i 5a, per altra banda la posició de la legió 10a de ser el Mont de les Oliveres. Els croats van utilitzar la muntanya com a base durant el setge de Jerusalem el 1099.

### Edat Moderna
El 1948, els britànics van començar a desprendre's de les seves responsabilitats de seguretat, l'enclavament jueu a la muntanya Scopus es va anar aïllant de les seccions principals de la Jerusalem jueva. L'accés a l'hospital i el campus universitari va ser a través d'una estreta carretera, a milla i mitja de llarg, passant pel barri àrab de Sheikh Jarrah. Franctiradors àrabs que disparaven als vehicles que es desplacen al llarg de la ruta d'accés fou un fet habitual, i la carretera fou minada. Quan els aliments i subministraments a l'hospital van començar a disminuir, es va enviar a l'hospital assetjat un gran comboi que portà metges i subministraments, donant lloc a un atac que es coneix com la massacre del comboi al centre mèdic Hadassah. Després de la treva de 30 de novembre de 1948, que va establir la divisió de Jerusalem Oriental i occidental, Israel controlava la part occidental de la ciutat, mentre que Jordània controlava l'est. Es van establir diverses zones desmilitaritzades "terra de ningú" al llarg de la frontera, un d'ells la muntanya Scopus. Es duren a terme combois quinzenals periòdics que transportaven subministraments per a la universitat i per a l'hospital situats a la part israeliana de la zona desmilitaritzada a la Muntanya Scopus per part les tropes jordanes.

## Institucions en la muntanya Scopus

### Cementeri de guerra britànic de Jerusalem
El Cementeri de guerra britànic a Jerusalem és un cementiri militar per als soldats de l'Imperi britànic caiguts a la Primera Guerra Mundial a Israel. El cementiri està situat a la muntanya.
Un total de 2515 soldats van ser enterrats al cementeri, dels quals 2449 són morts a la guerra, incloent-hi 2.218 baixes britàniques. En total hi ha 100 soldats caiguts no identificats.

### Universitat Hebrea de Jerusalem (Campus de Muntanya Scopus)
La construcció del campus de la muntanya Scopus de la Universitat Hebrea de Jerusalem va començar el 1918 en un terreny comprat a la finca Gray Hill. La cerimònia d'inauguració va tenir lloc el 1925 en presència de molts dignataris. El disseny del campus universitari va ser per part de Sir Patrick Geddes posicionant els edificis de la universitat en el vessant de la muntanya, sota un passadís voltat, hexagonal que recorda l'estrella de David, com a contrapunt a la cúpula octogonal de la Roca a la Ciutat Vella. Aquest pla mai va ser implementat, però Geddes va dissenyar la biblioteca de la universitat, avui Facultat de Dret de la Universitat Hebrea a la muntanya Scopus El 1947, la universitat era una institució sólida d'ensenyament de les humanitats, la ciència, la medicina, l'educació i els departaments d'agricultura (a Rehovot), una biblioteca nacional, una editorial universitària i un centre d'educació d'adults. La universitat tenia una població estudiantil de més de 1.000 i 200 membres de la facultat

### Jardí Botànic Nacional d'Israel
El Jardí Botànic Nacional d'Israel és un jardí botànic situat a la muntanya Scopus de Jerusalem. El jardí està dedicat a les plantes d'Israel. Va ser inaugurat el 1931 pel professor Otto Warburg i el doctor Alexander Eig, que van ser els fundadors del departament de botànica de la Universitat Hebrea de Jerusalem

## Galeria

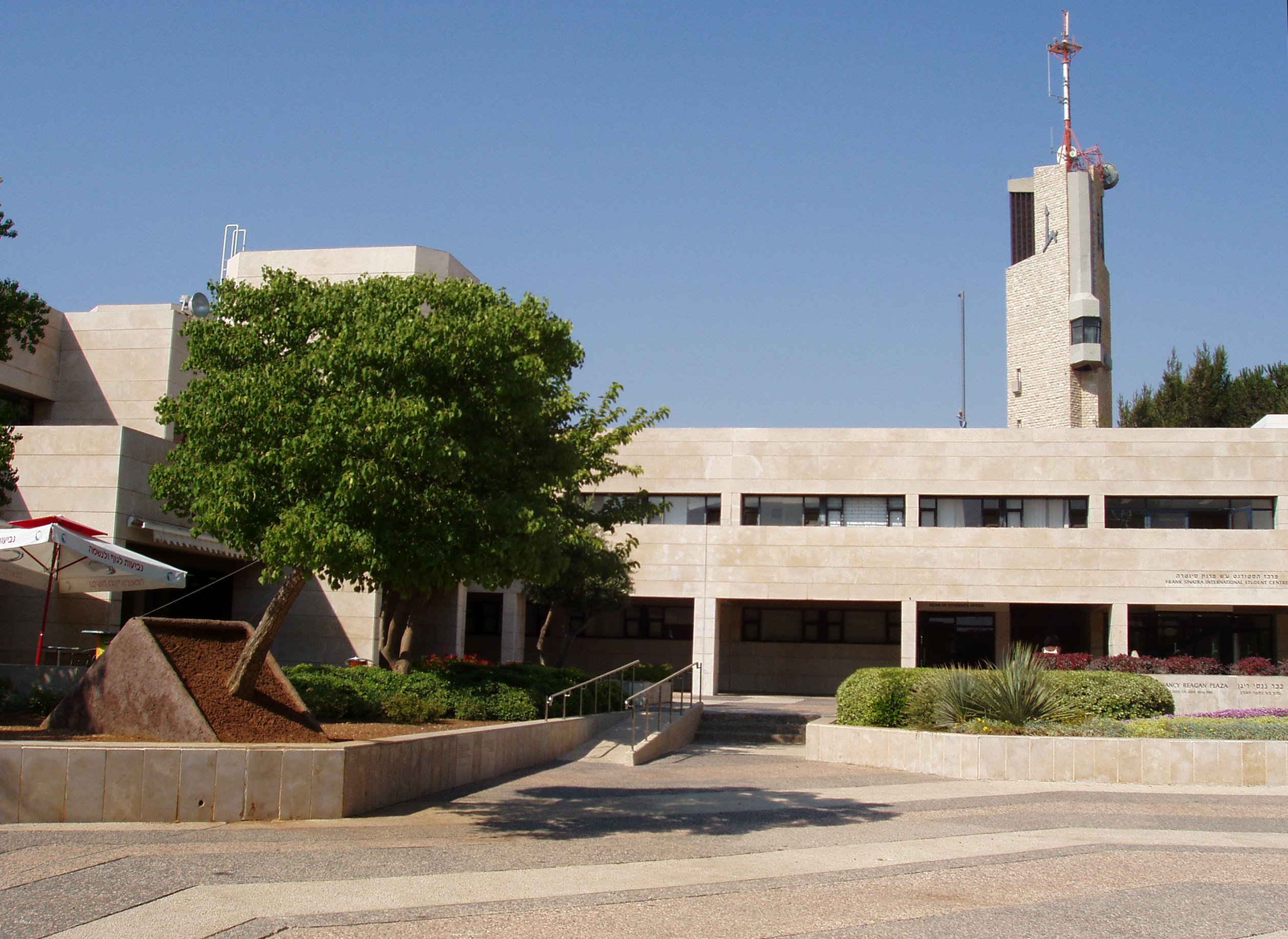
Universitat Hebrea de Jerusalem (Campus de Muntanya Scopus)
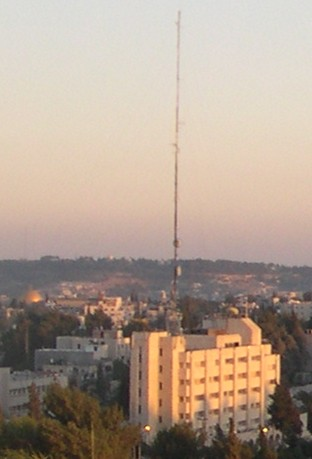
Direcció Nacional de la Policia d'Israel
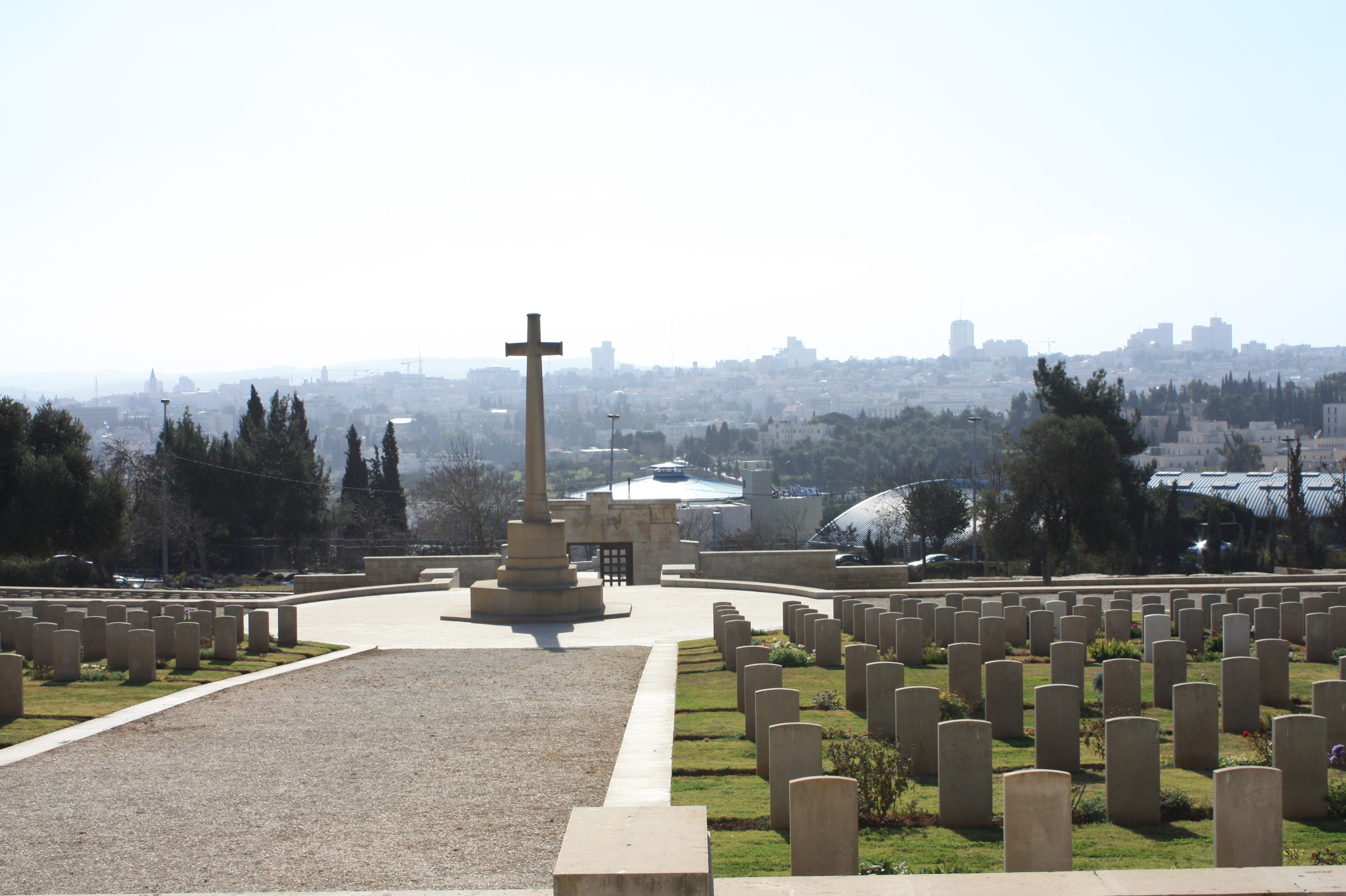
Cementeri de guerra britànic de Jerusalem a la Muntanya Scopus
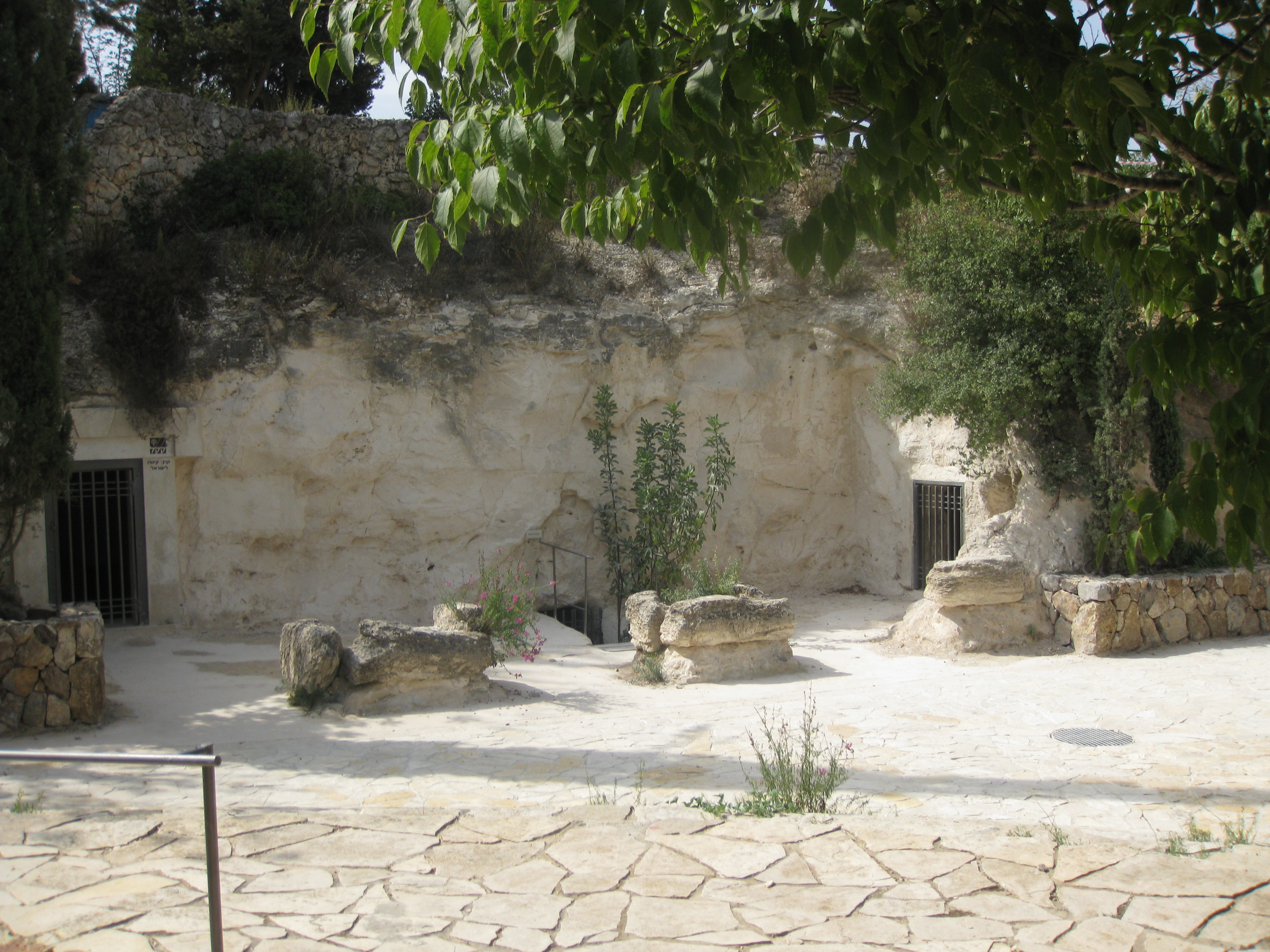
Cova de Nicanor
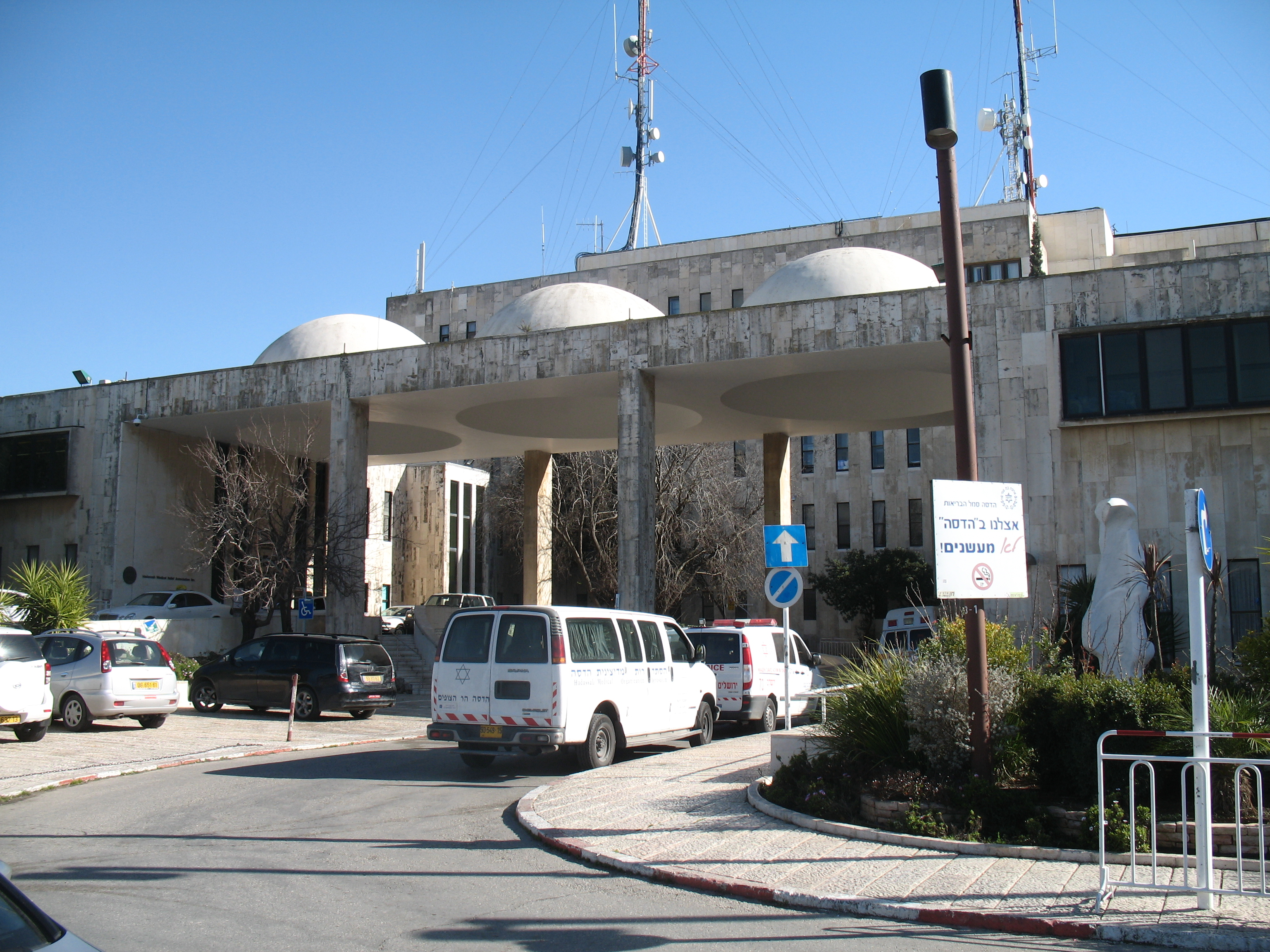
Hospital Hadassah Muntanya Scopus
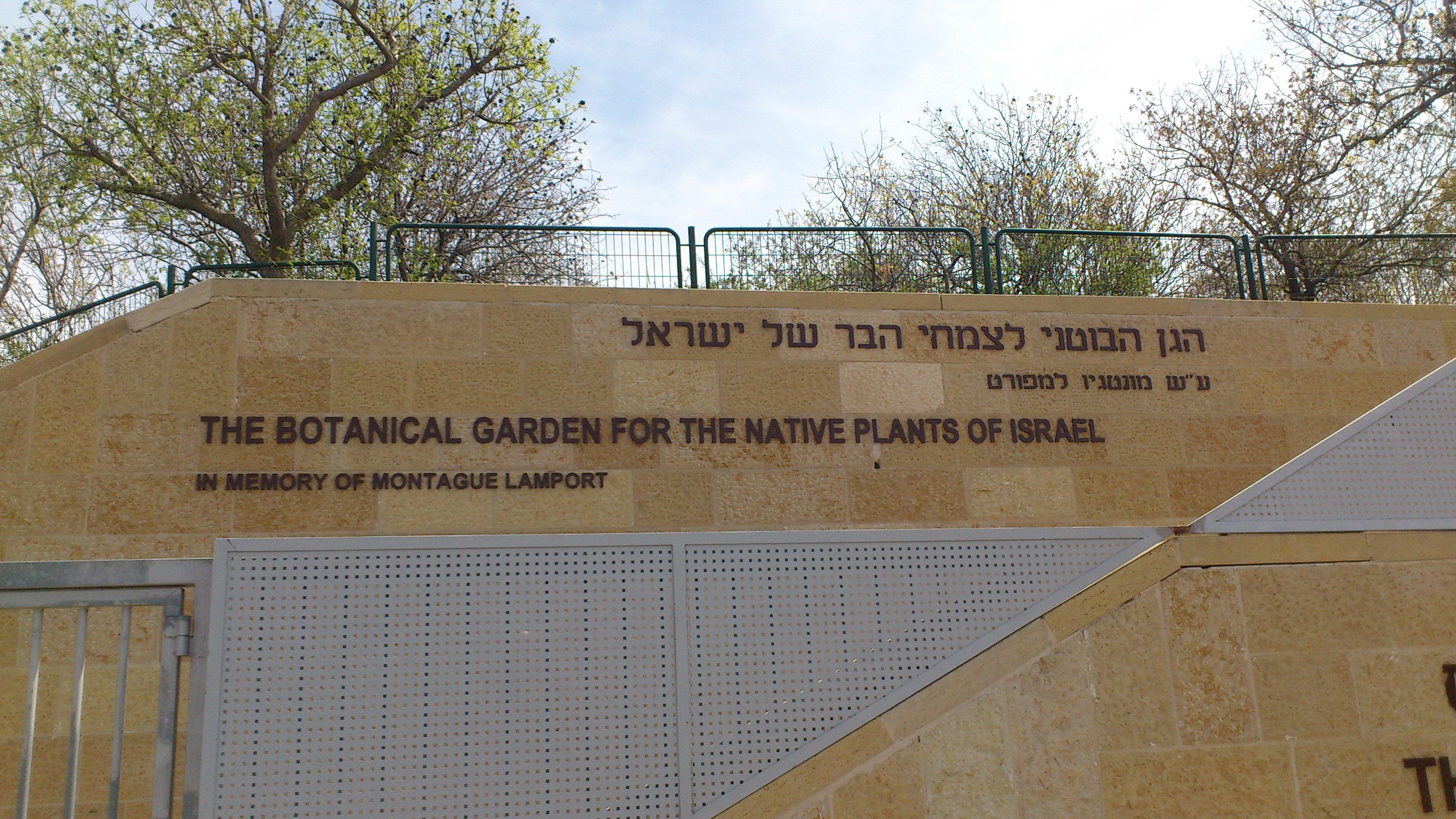
Israel Jardí Botànic Nacional
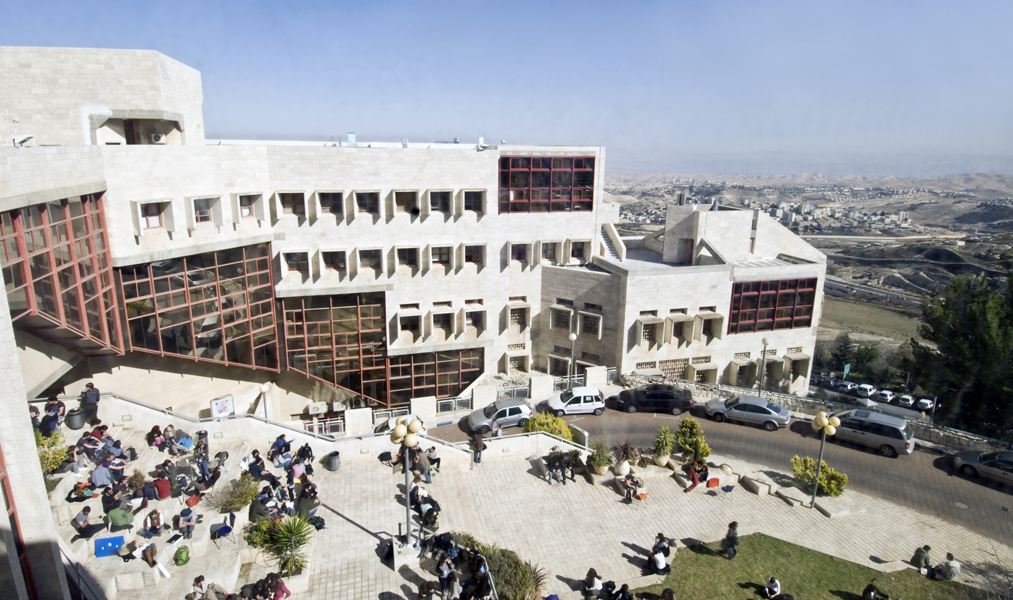
Acadèmia Bezalel d'Art i Disseny
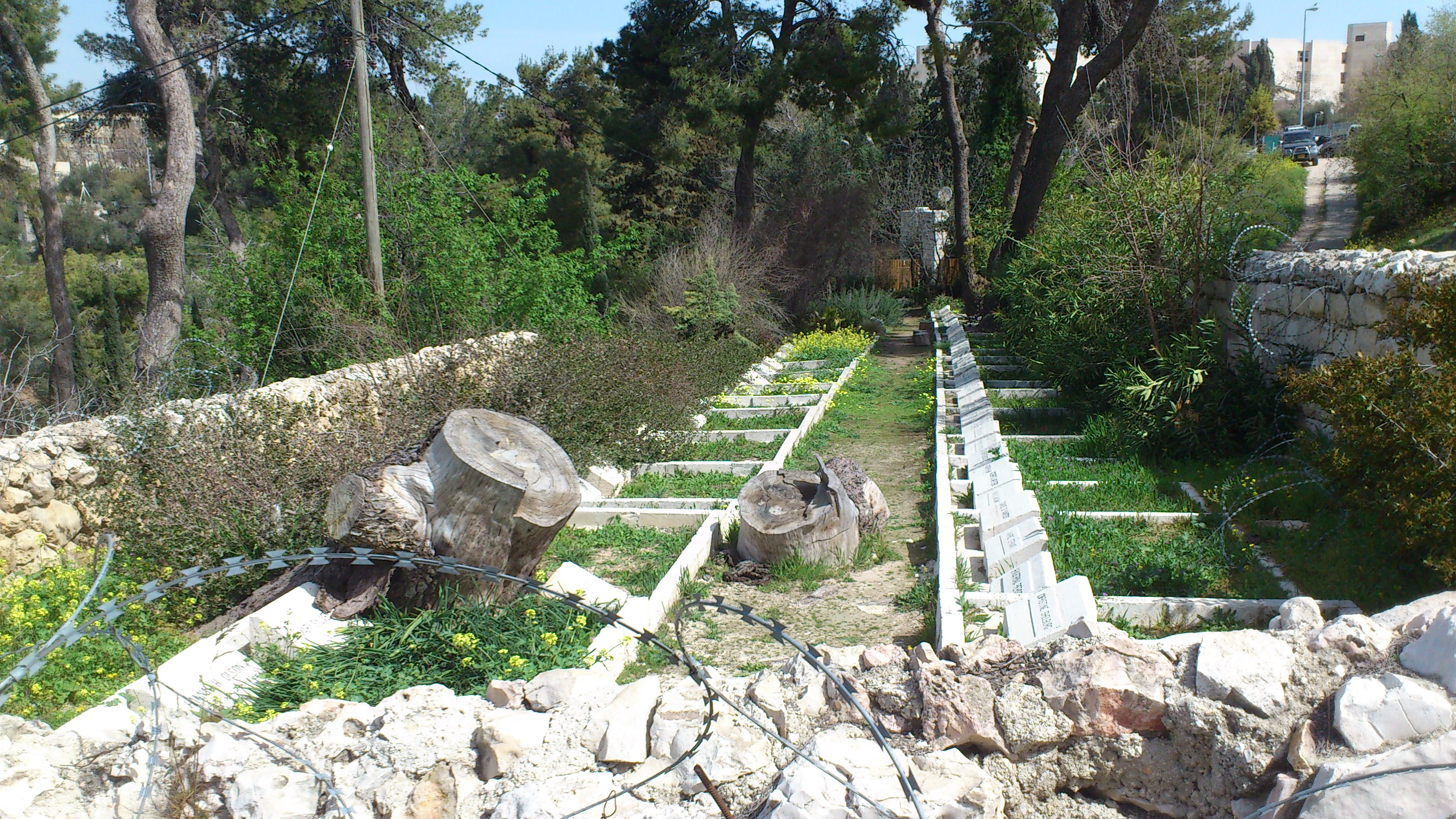
Jerusalem American Colony Cemetery
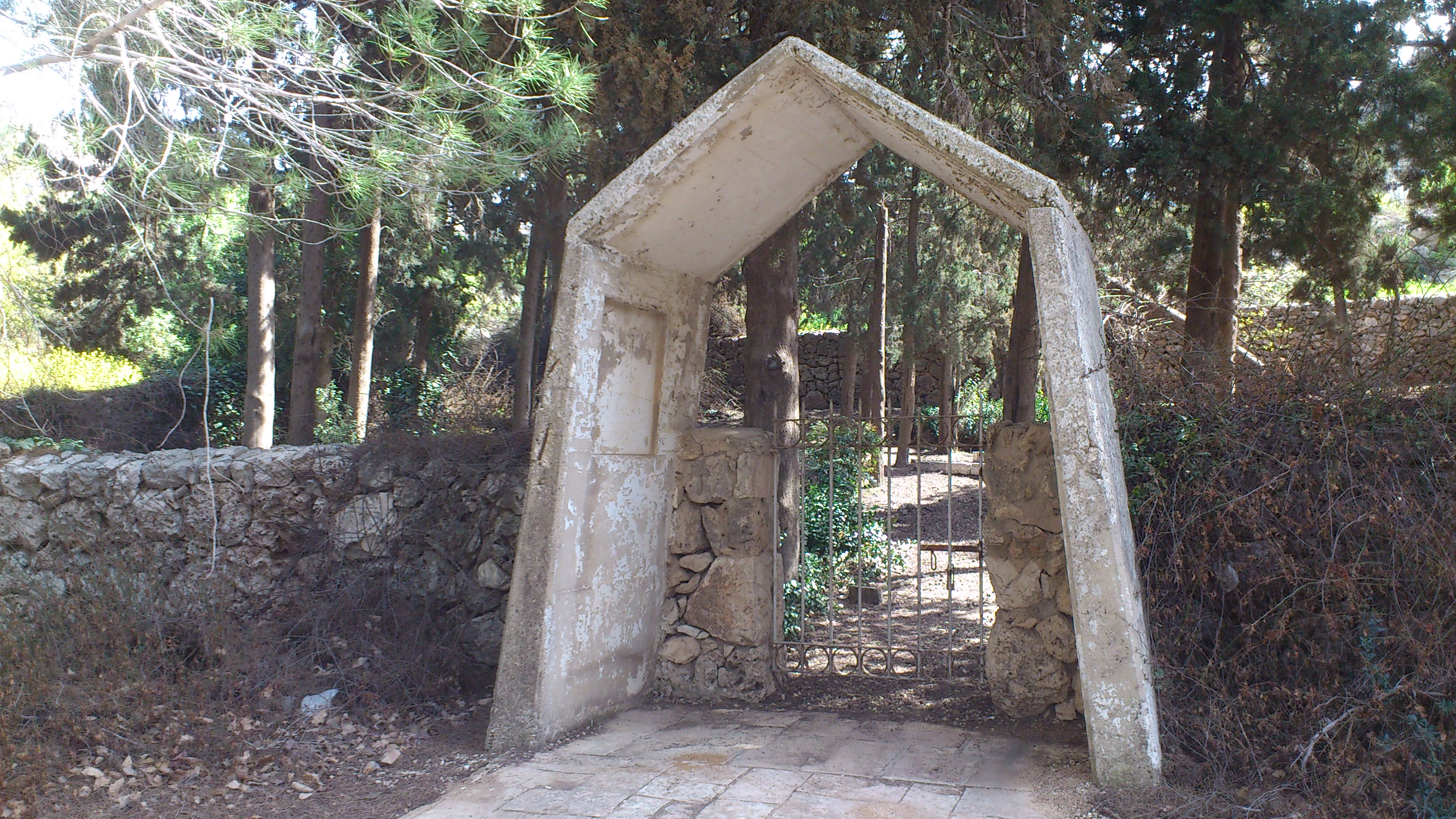
Bentwich Cemetery